# Krunska kolonija
Krunska kolonija (engleski: Crown colony, ispočetka Royal colony) je bio naziv za Britanska prekomorska područja pod izravnom jurisdikcijom engleskog, kasnije britanskog kralja, kojeg je zastupao guverner.
Krunske kolonije postojale su sve do 1981. kad su zakonom poznatim kao British Nationality Act postale Britanske zavisne teritorije (British Dependent Territory), taj naziv promijenjen je 2002. u Britanski prekomorski teritoriji.

## Karakteristika
Britanci su Krunskim kolonijama uobičajeno proglašavali one zemlje i teritorije po kojima nisu imali dovoljno svojih naseljenika na koje bi se mogli osloniti, pa su na taj način htjeli zadržati apsolutnu kontrolu nad njima.
Neke od njih su zapravo bile samo pomorske ili vojničke baze, koje su trebale štititi pomorske puteve Britanskog Carstva.

## Povijest
Prva Krunska kolonija bila je Virginia, današnja savezna američka država, ona je zapravo bila Kraljevska kolonija, nakon što je engleski kraljevski dvor preuzeo kontrolu nad  Kompanijom Virginia (Virginia Company) 1624., iz tog modela su se kasnije razvile Krunske kolonije. 
.
Do sredine 19. stoljeća termin Krunska kolonija davao se samo onim zemljama koje su osvojene ratovima kao što je to bio Trinidad i Tobago ili Britanska Gvajana nakon tog se počeo primjenjivati na bilo koju koloniju širom svijeta. 
Većina Krunskih kolonija dobile su nezavisnost u periodu od 1950-ih do 1970-ih, ostalih 14 postali su Britanski prekomorski teritoriji.

## Tipovi Krunskih kolonija
Od 1918. postojala su tri tipa Krunskih kolonija, s različitim stupnjem autonomije;
- Prvi i najčešći tip Krunskih kolonija, bile su zemlje poput Gibraltara i Svete Helene u kojima je kraljev guverner imao apsolutnu vlast.[3]
- Drugi tip Krunskih kolonija, bile su zemlje poput Cejlona i Straits Settlements (Utvrde po Malezijskom poluotoku; Singapur, Melaka, Penang i Dinding) u kojima su uz guvernera kolonijom upravljala vijeća s članovima koje je postavljao britanski dvor.[3]
- Treći tip Krunskih kolonija, bile su zemlje kao što je Malta, Cejlon, Britanska Kolumbija, Fidži i kolonije po Karibima (Jamajka,  Bermudi ecc ), one su imale vijeća s članovima koji su djelomično (ponekad i potpuno) izabrani od lokalnih stanovnika.[3]

## Vanjske poveznice
- Historical Atlas of the British Empire (na portalu Atlas of the British Empire) (engl.)